# Sydvästfronten
Sydvästfronten var en front i Röda armén under andra världskriget. Vid den tyska invasionen ombildades Kievs militärdistrikt den 22 juni 1941 till Sydvästfronten.

## Barbarossa
Kievs militärdistrikt under befäl av generalöverste Michail Kirponos som i huvudsak kom att anfallas av armégrupp Süd ansvarade för försvaret av Ukraina. Man hade 58 divisioner och 5465 stridsvagnar till sitt förfogande fördelat på 5:e armén vid Lutsk, 6:e armén vid Lviv, 26:e armén vid Borislav, 12:e armén vid Tchernovitz och reserver. Detta militärdistrikt var det överlägset starkaste av de tre. Dessutom kunde styrkor från Odessas militärdistrikt under befäl av Ivan Tyulenev understödja. Tyulenev förfogade över 22 divisioner och 1011 stridsvagnar kontrollerade av 9:e armén i Bessarabien. Kievs militärdistrikt bildade Sydvästfronten och Odessas militärdistrikt bildade Sydfronten vid invasionen.

### Organisation
Frontens organisation den 22 juni 1941:
- 5:e armén
  - 15:e skyttekåren
  - 27:e skyttekåren
  - 22:a mekaniserade kåren
- 6:e armén
  - 6:e skyttekåren
  - 37:e skyttekåren
  - 5:e kavallerikåren
  - 4:e mekaniserade kåren
- 12:e armén
  - 13:e skyttekåren
  - 17:e skyttekåren
  - 16:e mekaniserade kåren
- 26:e armén
  - 8:e skyttekåren
  - 8:e mekaniserade kåren
- 31:e skyttekåren
- 36:e skyttekåren
- 49:e skyttekåren
- 55:e skyttekåren
- 9:e mekaniserade kåren
- 15:e mekaniserade kåren
- 19:e mekaniserade kåren
- 24:e mekaniserade kåren

## Stalingrad

### Organisation
Frontens organisation den 19 november 1942:
- 21:a armén
- 5:e stridsvagnsarmén
- 1:a gardesarmén
- 2:a flygarmén
- 17:e flygarmén

## Frontchefer
- Generalöverste Michail Kirponos (22 juni 1941-september 1941)
- Marskalk Semjon Timosjenko (september 1941-december 1941)
- Generallöjtnant F. Ia. Kostenko (december 1941-april 1942)
- Marskalk Semjon Timosjenko (april 1942–juli 1942)
- Generallöjtnant Nikolaj Vatutin (oktober 1942-mars 1943)
- Generalöverste Rodion Malinovskij (mars 1943-oktober 1943)